# Betés de Sobremonte
Betés de Sobremonte (en aragonés, Betés o Betés de Sobremont) es una localidad española que actualmente pertenece al municipio de Biescas, en el Alto Gállego, provincia de Huesca, Aragón.
Según la estructura orgánica de la Iglesia católica, la localidad pertenece a la diócesis de Jaca, que, por su parte, está incluida dentro de la archidiócesis de Pamplona.

## Geografía
Betés forma parte, junto con Aso de Sobremonte y Yosa de Sobremonte de la zona históricamente conocida como Sobremonte, en el actual término municipal de Biescas, en pleno Pirineo aragonés, en la orilla derecha del río Gállego.
Su antiguo término se encuentra recorrido por el barranco de Betés, afluente del barranco de Arás.
Sus cercanías están ampliamente cubiertas de bosque, sin olvidar pastizales de alta montaña para uso de la ganadería.

## Economía
La economía de Betés está especialmente vinculada al sector primario, tanto a la agricultura como a la ganadería.

## Historia
Hacia finales del siglo XIX, el Ayuntamiento de Betés absorbió al Ayuntamiento de Yosa, formado por la unión de los antiguos términos de Yosa de Sobremonte y Aso de Sobremonte.
Posteriormente, Betés de Sobremonte pasó a formar parte del término municipal de Biescas.
En enero de 2020 se creó un proyecto de creación de un Principado en Sobremonte para atraer el turismo y combatir la despoblación.